# Les dossiers d'Olivier Varèse
Les Dossiers d'Olivier Varèse est une série de bande dessinée d'Enrico Marini.

## Synopsis
Olivier Varèse est reporter au journal genevois Le Globe. Maladroit, distrait et colérique, il a le don de se fourrer dans des reportages cachant de nombreux dangers. Il parcourt la planète pour rapporter l'actualité, à l'affût du scoop du siècle, mais, ayant un cœur en or, il se retrouve le plus souvent à aider malgré lui des personnes en difficulté.
Avec Olivier, on traverse au cours des albums l'URSS, la république populaire de Chine, le Japon et Genève.

## Albums

### La série

#### 1. La colombe de la place rouge
- 52 planches, éditions Alpen Publishers, janvier 1990,  (ISBN 2-88302-004-3)[1]

Olivier est acculé par son chef : il sera viré s'il ne ramène pas un bon reportage. Une rencontre fortuite le met sur la piste du scoop : il se passera quelque chose sur la Place Rouge le 28 mai prochain ! Il n'en faut pas plus pour qu'Olivier file à Moscou, appareil photo en bandoulière. Mais, sur fond de guerre froide, il se retrouvera au milieu d'une bataille rangée entre le KGB et un espion de la CIA, avec finalement l'exploit de Mathias Rust.

#### 2. Bienvenue à Kokonino World
- 52 planches, éditions Alpen Publishers, décembre 1991,  (ISBN 2-7316-0823-4)[2]

Cet album est en diptyque avec le tome 3.
Notre reporter est à Pékin pour couvrir les événements de la place Tiananmen. Chargé par une mystérieuse femme au volant d'une luxueuse Mercedes de photographier une exécution de masse d'étudiants, avec l'aide d'un nom moins mystérieux M. Frenchman. Mais sa distraction lui fera oublier de glisser un film dans son appareil photo... De retour à Genève, son chef refuse de le croire. Olivier va partir à la recherche de sa commanditaire : il s'agit de la veuve de M. Kokonino, le magnat de l'empire manga homonyme. En route donc pour le Japon, avec pour destination finale Kokonino World, un immense parc d'attraction consacré aux mangas et aux animes.

#### 3. Raid sur Kokonino World
- 53 planches, éditions Alpen Publishers, avril 1992,  (ISBN 2-7316-1013-1)[3]

À la fin de l'album précédent, Olivier est accusé à tort de trafic de drogue, et au Kantoucha (pays de fiction) on ne plaisante pas avec ça : il est condamné à mort ! Profitant d'une attaque de rebelles, il s'évade et est retrouvé par le Frenchman qui le ramène au Japon. Olivier apprend que Madame Kokonino comptait sur les clichés de la tuerie des étudiants pour faire chanter Deng Xiaoping pour que ce dernier lui livre un biologiste-généticien sur le point de découvrir le secret de la vie éternelle.

#### 4. Le parfum du magnolia
- 53 planches, éditions Alpen Publishers, mai 1993,  (ISBN 2-7316-1079-4)[4]

Un botaniste américain est assassiné alors qu'il venait de faire une découverte exceptionnelle sur un site de fouilles dans les Rocheuses. Sa fille vient à Genève et prend contact avec Olivier pour lui révéler en exclusivité la fameuse découverte, mais elle est kidnappée avant d'avoir pu lui dévoiler le secret.
Cet album est une jolie vitrine de la Cité de Calvin et de sa région ; on découvre au fil des pages Rolle et l'Île de la Harpe depuis le bateau Vevey de la CGN, le jardin botanique de Genève, le Palais des Nations, et on descend le Rhône avec les Mouettes genevoises jusqu'à l'usine d'incinération de Verbois.

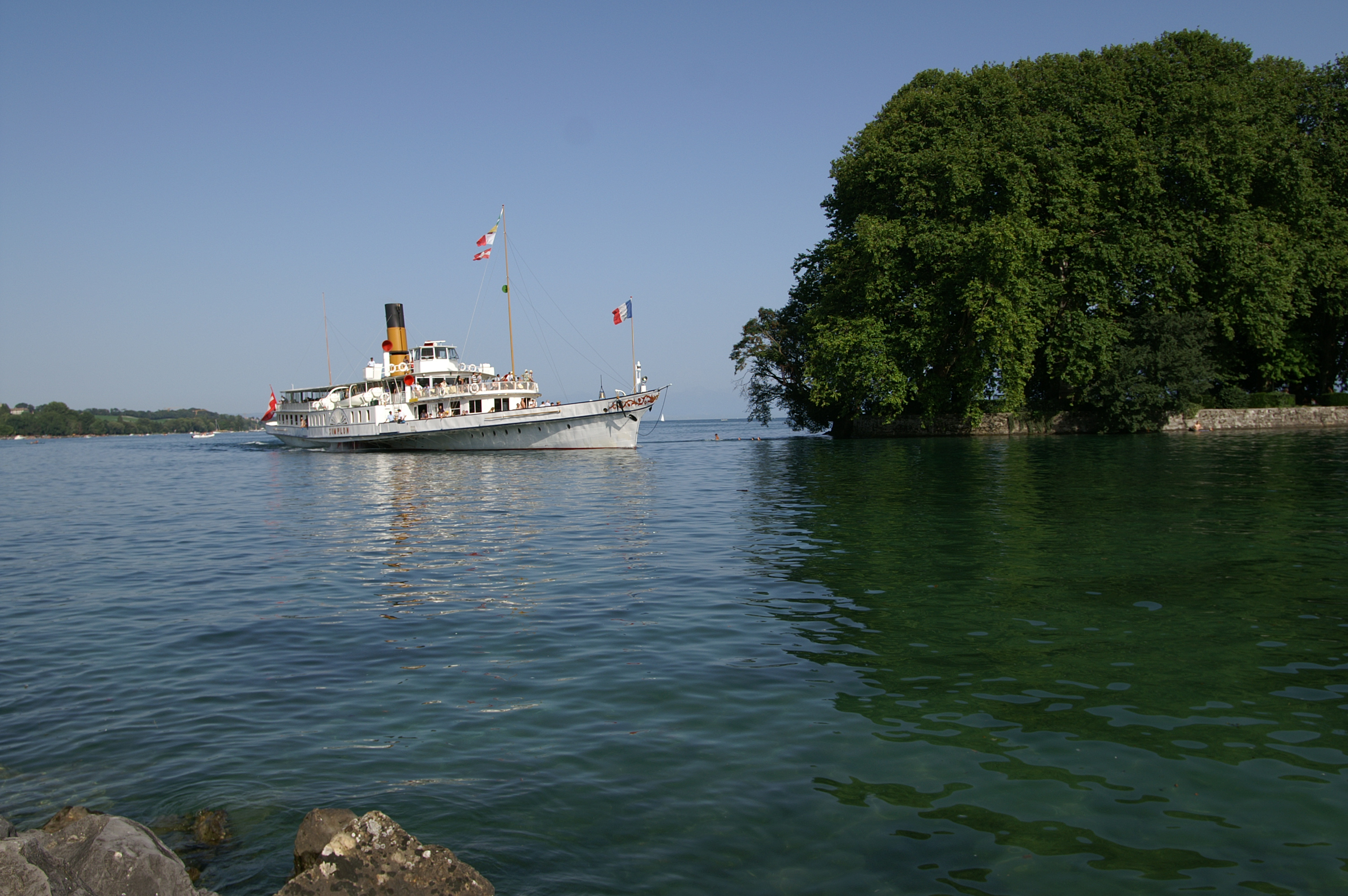
L'Île de la Harpe à Rolle
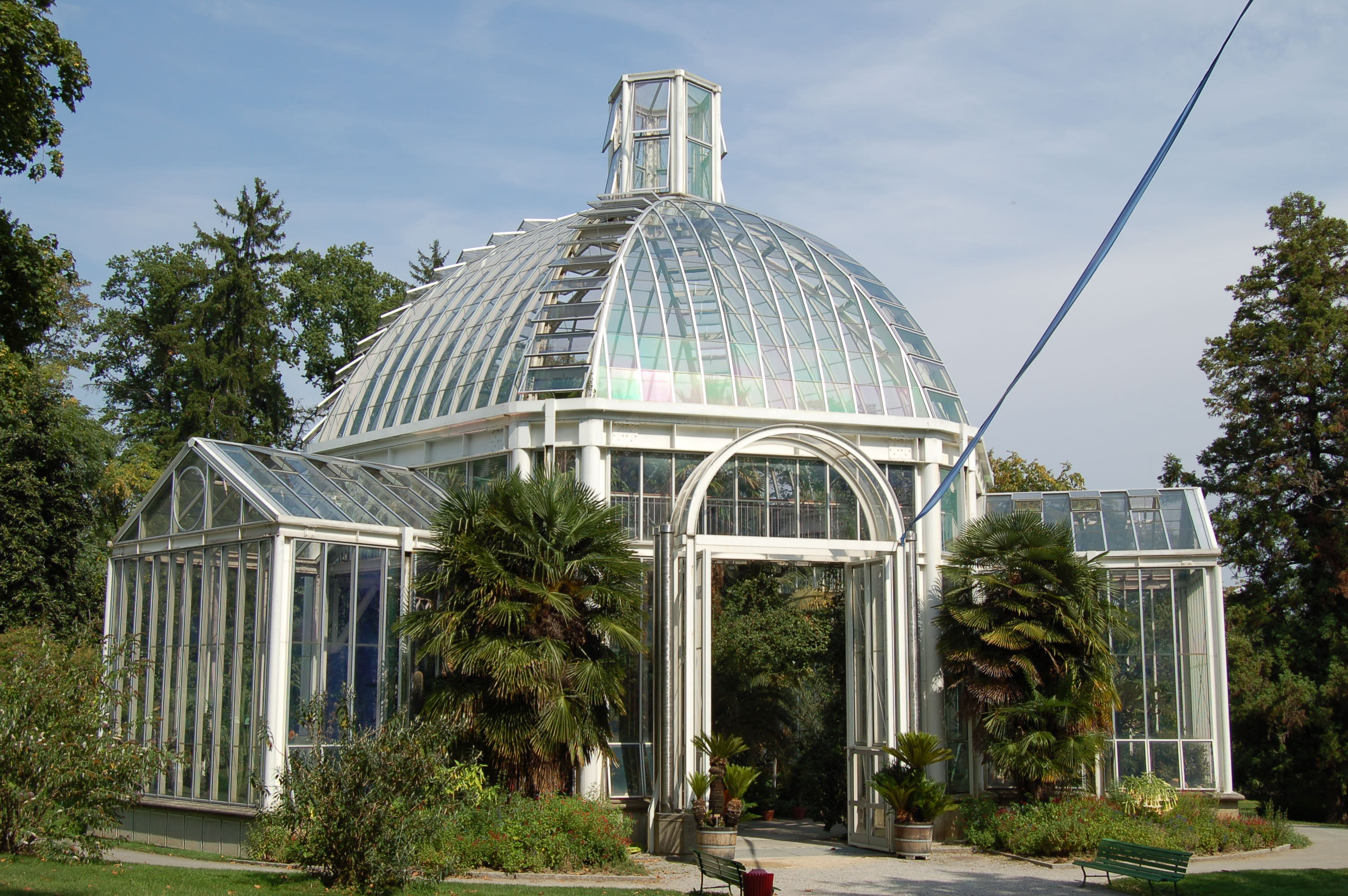
Le jardin botanique
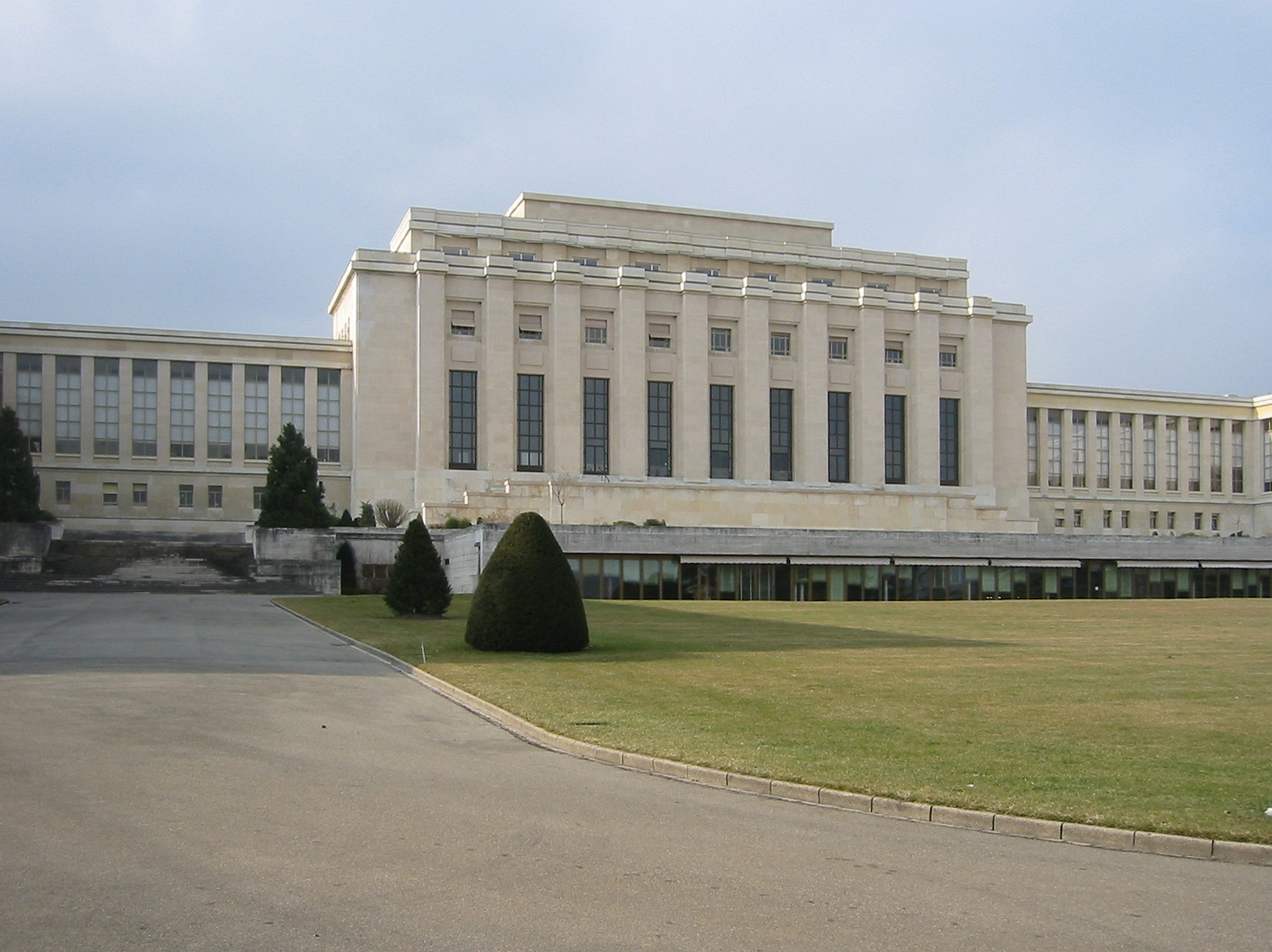
Le Palais des Nations
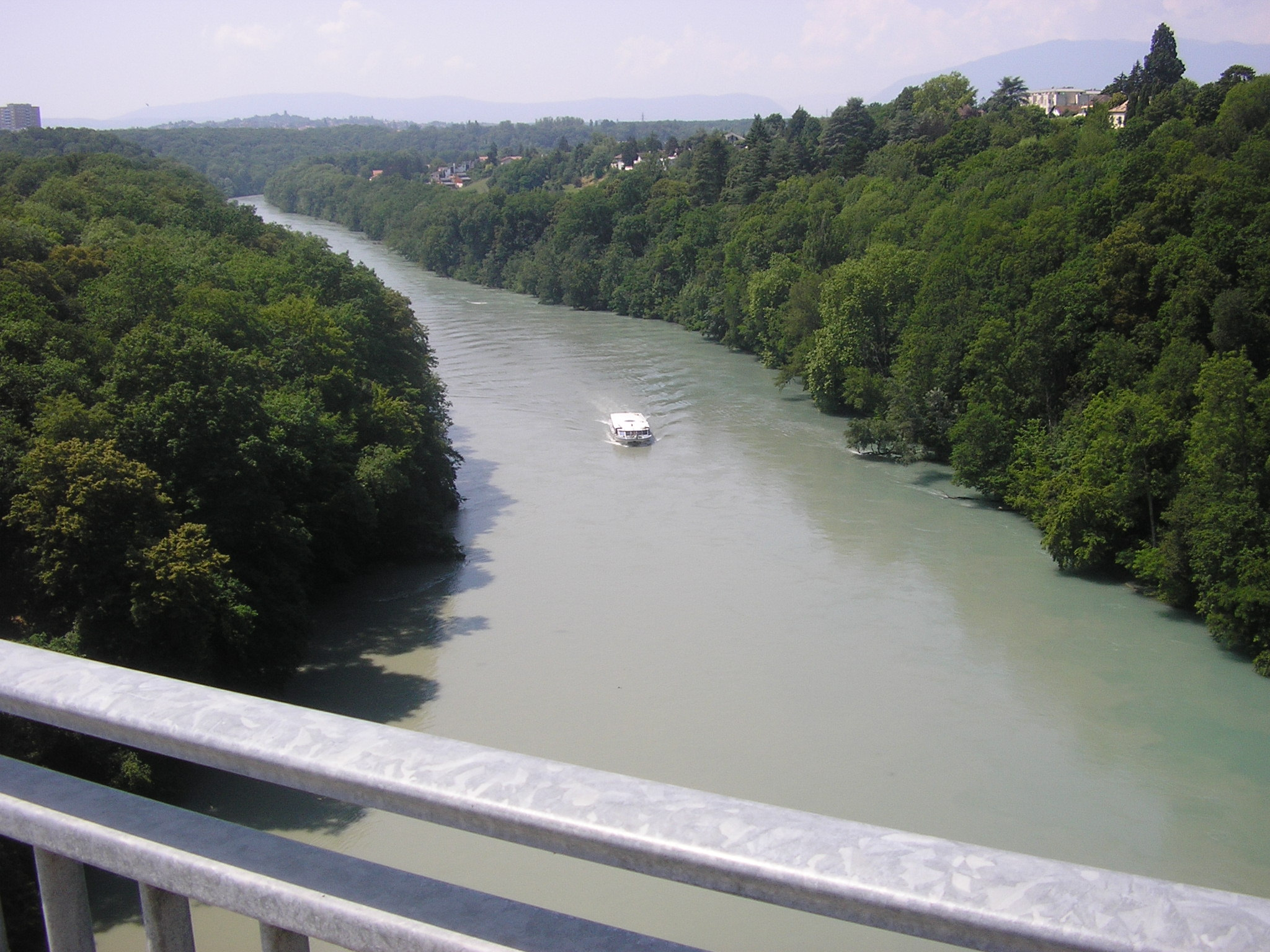
La descente du Rhône

### Rééditions
- INT. Premiers dossiers
  - 184 planches, éditions Les Humanoïdes Associés, février 2003,  (ISBN 2-7316-6205-0)[5]
  - Intégrale reprenant les albums 1 à 4.
- INT1. Kokonino World
  - Grand format, 94 planches, éditions Les Humanoïdes Associés, janvier 2012,  (ISBN 978-2-7316-4831-7)[6]
  - Intégrale reprenant le diptyque formé par les albums 2 et 3.